# Campionati del mondo di atletica leggera 2011
I campionati del mondo di atletica leggera 2011 (in inglese 13th IAAF World Championships in Athletics Daegu 2011) sono stati la 13ª edizione dei campionati del mondo di atletica leggera. La competizione si è svolta dal 27 agosto al 4 settembre presso lo stadio di Taegu nell'omonima città, in Corea del Sud.
In tale occasione sono stati stabiliti 41 record nazionali, 4 record continentali, 3 record dei campionati e un record mondiale.

## Candidatura
Il 4 aprile 2006 i paesi di Marocco, Corea del Sud, Emirati Arabi Uniti, Spagna, Russia, Australia, Svezia, Croazia e Stati Uniti d'America hanno presentato alla IAAF il loro interesse a ospitare i campionati, candidatura poi confermata il 1º dicembre del 2006 dalle città di Brisbane, Taegu, Mosca e Göteborg.
Successivamente, a causa della mancanza di supporti finanziari da parte del governo svedese, Göteborg ha ritirato la sua candidatura. La IAAF ha infine dichiarato la scelta di Taegu come sede dei campionati durante il IAAF Council Meeting di Mombasa il 27 marzo 2007.

## Partecipazione
La partecipazione ai Campionati del mondo è subordinata a numerosi vincoli: viene anzitutto richiesto il conseguimento di una prestazione minima, ottenuta in competizioni svoltesi tra il 1º ottobre 2010 (il 1º gennaio 2010 per i 10 000 m piani, la maratona, le gare di marcia e le prove multiple) e il 15 agosto 2011, regolarmente organizzate o autorizzate dalla IAAF, dalle federazioni continentali o nazionali di atletica leggera.

### Limiti al numero di iscritti
Ogni federazione nazionale può iscrivere un massimo di quattro atleti per ogni specialità, a patto che almeno tre abbiano conseguito il minimo A e il restante il minimo B, ma solo tre potranno prendere parte alla competizione. Nel caso non ci siano atleti che abbiano conseguito il minimo A, la federazione può iscrivere un massimo di due atleti titolari del minimo B, ma uno solo di questi potrà gareggiare.
In quest'ottica, i campioni continentali in carica (tranne che per la maratona) sono considerati come qualificati con il minimo A, indipendentemente dalle prestazioni ottenute nel periodo di qualificazione.
Nelle staffette può essere iscritta al massimo una squadra nazionale, composta al massimo da sei atleti, fra i quali devono figurare gli eventuali iscritti nelle corrispondenti gare individuali.
Il campione del mondo in carica è iscritto di diritto e non rientra nelle quote di atleti disponibili per una singola nazione.
Le federazioni che in una specialità non hanno alcun atleta in possesso del minimo B possono iscrivere al massimo un atleta, tranne che per i 3000 m siepi, i 10 000 m e le prove multiple (decathlon ed eptathlon); le iscrizioni ai concorsi (salti e lanci) sono soggette all'approvazione dei delegati tecnici della IAAF. A queste restrizioni non è soggetta la Corea del Sud, in quanto paese ospitante.

### Limiti di età
Gli atleti nati prima del 1º gennaio 1992 possono partecipare a tutte le specialità; quelli nati nel 1992 e nel 1993 sono esclusi dalla maratona e dalla marcia 50 km; gli atleti delle classi 1994 e 1995 non possono gareggiare nei lanci maschili, nel decathlon, nei 10 000 m, nella maratona e nella marcia. Tutti gli atleti nati dal 1º gennaio 1996 (compreso) in poi non possono gareggiare in alcuna specialità.

### Minimi di qualificazione
Fra parentesi è indicata la differenza rispetto al corrispondente minimo richiesto per l'edizione precedente (2009).
| Specialità             | Uomini             | Uomini             | Donne             | Donne             |
| Specialità             | A                  | B                  | A                 | B                 |
| ---------------------- | ------------------ | ------------------ | ----------------- | ----------------- |
| 100 m                  | 10"18 (-0"03)      | 10"28 (-0"03)      | 11"29 (-0"01)     | 11"38 (-0"02)     |
| 200 m                  | 20"60 (+0"01)      | 20"70 (-0"05)      | 23"00 (=)         | 23"30 (=)         |
| 400 m                  | 45"25 (-0"30)      | 45"70 (-0"25)      | 51"50 (=)         | 52"30 (=)         |
| 800 m                  | 1'45"40 (=)        | 1'46"30 (-0"30)    | 1'59"80 (-0"20)   | 2'01"30 (=)       |
| 1 500 m                | 3'35"00 (-1"20)    | 3'38"00 (-1"30)    | 4'05"90 (-0"10)   | 4'08"90 (-0"10)   |
| 5 000 m                | 13'20"00 (=)       | 13'27"00 (-2"00)   | 15'14"00 (+4"00)  | 15'25"00 (=)      |
| 10 000 m               | 27'40"00 (-7"00)   | 28'00"00 (-12"00)  | 31'45"00 (=)      | 32'00"00 (=)      |
| 100 hs                 | -                  | -                  | 12"96 (=)         | 13"15 (+0"04)     |
| 110 hs                 | 13"52 (-0"03)      | 13"60 (-0"02)      | -                 | -                 |
| 400 hs                 | 49"40 (+0"15)      | 49"80 (=)          | 55"40 (=)         | 56"55 (=)         |
| 3 000 siepi            | 8'23"10 (-1"50)    | 8'32"00 (-1"50)    | 9'43"00 (+3"00)   | 9'50"00 (+2"00)   |
| Maratona               | 2h17'00" (-1"00)   | 2h17'00" (-1"00)   | 2h43'00" (=)      | 2h43'00" (=)      |
| Marcia 20 km           | 1h22'30" (=)       | 1h24'00" (-0'20")  | 1h33'30" (=)      | 1h38'00" (=)      |
| Marcia 50 km           | 3h58'00" (=)       | 4h09'00" (=)       | -                 | -                 |
| Salto con l'asta       | 5,72 m (+0,02)     | 5,60 m (+0,05)     | 4,50 m (+0,05)    | 4,40 m (+0,05)    |
| Salto in alto          | 2,31 m (=)         | 2,28 m (=)         | 1,95 m (=)        | 1,92 m (+0,01)    |
| Salto in lungo         | 8,20 m (+0,05)     | 8,10 m (+0,05)     | 6,75 m (+0,03)    | 6,65 m (+0,03)    |
| Salto triplo           | 17,20 m (+0,10)    | 16,85 m (+0,20)    | 14,30 m (+0,10)   | 14,10 m (+0,10)   |
| Getto del peso         | 20,50 m (+0,20)    | 20,00 m (+0,10)    | 18,30 m (+0,10)   | 17,30 m (+0,10)   |
| Lancio del disco       | 65,00 m (+0,50)    | 63,00 m (+0,50)    | 62,00 m (=)       | 59,50 m (+1,00)   |
| Lancio del martello    | 78,00 m (+0,50)    | 74,00 m (+0,70)    | 71,50 m (+1,50)   | 69,00 m (+1,50)   |
| Lancio del giavellotto | 82,00 m (+1,00)    | 79,50 m (+1,00)    | 61,00 m (=)       | 59,00 m (=)       |
| Decathlon              | 8 200 punti (+200) | 8 000 punti (+270) | -                 | -                 |
| Eptathlon              | -                  | -                  | 6 150 punti (+50) | 5 950 punti (+50) |
| Staffetta 4×100 m      | 39"20 (+0"10)      | 39"20 (+0"10)      | 44"00 (+0"10)     | 44"00 (+0"10)     |
| Staffetta 4×400 m      | 3'04"00 (+0"70)    | 3'04"00 (+0"70)    | 3'32"00 (+1"00)   | 3'32"00 (+1"00)   |

### Paesi partecipanti
Sono iscritti atleti di 202 federazioni nazionali associate alla IAAF, come ai precedenti mondiali di Berlino. Fra le 10 nazioni non presenti figurano la Corea del Nord (boicottaggio), la Libia (guerra civile), piccoli paesi come Lussemburgo, Liechtenstein, Andorra, Montserrat o l'Isola Norfolk, o ancora la Georgia, la Giordania e il Nepal. Per la prima volta è presente Timor Est. Non esistono più le Antille Olandesi: la maggior parte dei loro atleti sono inseriti nella squadra dei Paesi Bassi.
Gli Stati Uniti portano 155 atleti, davanti alla Russia (83), alla Germania (78) e al Regno Unito (69). La nazione ospite ha un'insolita partecipazione con ben 63 atleti, fra cui molti senza il minimo B.
Come nel 2009, è un'atleta delle Kiribati ad essere la più giovane: Kabotaake Romari ha solo 16 anni appena compiuti, mentre la più anziana è una marciatrice statunitense del 1962 che partecipa per la sesta volta ai mondiali.

## Medagliati

### Uomini
| Specialità | Oro                                                                                                 | Prestazione | Argento                                                                              | Prestazione | Bronzo                                                                                  | Prestazione |
| Corse piane | |             |                                                                                      |             |                                                                                         |             |
| 100 m (dettagli) | Yohan Blake                                                                                         | 9"92        | Walter Dix                                                                           | 10"08       | Kim Collins                                                                             | 10"09       |
| 200 m (dettagli) | Usain Bolt                                                                                          | 19"40       | Walter Dix                                                                           | 19"70       | Christophe Lemaitre                                                                     | 19"80       |
| 400 m (dettagli) | Kirani James                                                                                        | 44"60       | LaShawn Merritt                                                                      | 44"63       | Kévin Borlée                                                                            | 44"90       |
| 800 m (dettagli) | David Rudisha                                                                                       | 1'43"91     | Abubaker Kaki                                                                        | 1'44"41     | Jurij Borzakovskij                                                                      | 1'44"49     |
| 1 500 m (dettagli) | Asbel Kiprop                                                                                        | 3'35"69     | Silas Kiplagat                                                                       | 3'35"92     | Matthew Centrowitz                                                                      | 3'36"08     |
| 5 000 m (dettagli) | Mohamed Farah                                                                                       | 13'23"36    | Bernard Lagat                                                                        | 13'23"64    | Dejen Gebremeskel                                                                       | 13'23"92    |
| 10 000 m (dettagli) | Ibrahim Jeilan                                                                                      | 27'13"81    | Mohamed Farah                                                                        | 27'14"07    | Imane Merga                                                                             | 27'19"14    |
| Corse a ostacoli | |             |                                                                                      |             |                                                                                         |             |
| 110 hs (dettagli) | Jason Richardson                                                                                    | 13"16       | Liu Xiang                                                                            | 13"27       | Andy Turner                                                                             | 13"44       |
| 400 hs (dettagli) | David Greene                                                                                        | 48"26       | Javier Culson                                                                        | 48"44       | L. J. van Zyl                                                                           | 48"80       |
| 3 000 siepi (dettagli) | Ezekiel Kemboi                                                                                      | 8'14"85     | Brimin Kipruto                                                                       | 8'16"05     | Mahiedine Mekhissi-Benabbad                                                             | 8'16"09     |
| Prove su strada | |             |                                                                                      |             |                                                                                         |             |
| Maratona (dettagli) | Abel Kirui                                                                                          | 2h07'38"    | Vincent Kipruto                                                                      | 2h10'06"    | Feyisa Lilesa                                                                           | 2h10'32"    |
| Marcia 20 km (dettagli) | Luis Fernando López                                                                                 | 1h20'38"    | Wang Zhen                                                                            | 1h20'54"    | Stanislav Emelyanov                                                                     | 1h21'11"    |
| Marcia 50 km (dettagli) | Denis Nižegorodov                                                                                   | 3h42'45"    | Jared Tallent                                                                        | 3h42'36"    | Si Tianfeng                                                                             | 3h43'36"    |
| Salti | |             |                                                                                      |             |                                                                                         |             |
| Salto con l'asta (dettagli) | Paweł Wojciechowski                                                                                 | 5,90 m      | Lázaro Borges                                                                        | 5,90 m      | Renaud Lavillenie                                                                       | 5,85 m      |
| Salto in alto (dettagli) | Jesse Williams                                                                                      | 2,35 m      | Aleksej Dmitrik                                                                      | 2,35 m      | Trevor Barry                                                                            | 2,32 m      |
| Salto in lungo (dettagli) | Dwight Phillips                                                                                     | 8,45 m      | Mitchell Watt                                                                        | 8,33 m      | Ngonidzashe Makusha                                                                     | 8,29 m      |
| Salto triplo (dettagli) | Christian Taylor                                                                                    | 17,96 m     | Phillips Idowu                                                                       | 17,77 m     | Will Claye                                                                              | 17,50 m     |
| Lanci | |             |                                                                                      |             |                                                                                         |             |
| Getto del peso (dettagli) | David Storl                                                                                         | 21,78 m     | Dylan Armstrong                                                                      | 21,64 m     | Christian Cantwell                                                                      | 21,36 m     |
| Lancio del disco (dettagli) | Robert Harting                                                                                      | 68,97 m     | Gerd Kanter                                                                          | 66,95 m     | Ehsan Hadadi                                                                            | 66,08 m     |
| Lancio del martello (dettagli) | Kōji Murofushi                                                                                      | 81,24 m     | Krisztián Pars                                                                       | 81,18 m     | Primož Kozmus                                                                           | 79,39 m     |
| Lancio del giavellotto (dettagli) | Matthias de Zordo                                                                                   | 86,27 m     | Andreas Thorkildsen                                                                  | 84,78 m     | Guillermo Martínez                                                                      | 83,30 m     |
| Prove multiple | |             |                                                                                      |             |                                                                                         |             |
| Decathlon (dettagli) | Trey Hardee                                                                                         | 8 607 p.    | Ashton Eaton                                                                         | 8 505 p.    | Leonel Suárez                                                                           | 8 501 p.    |
| Staffette | |             |                                                                                      |             |                                                                                         |             |
| Staffetta 4×100 m (dettagli) | Giamaica Nesta Carter Michael Frater Yohan Blake Usain Bolt Dexter Lee                              | 37"04       | Francia Teddy Tinmar Christophe Lemaitre Yannick Lesourd Jimmy Vicaut                | 38"20       | Saint Kitts e Nevis Jason Rogers Kim Collins Antoine Adams Brijesh Lawrence             | 38"49       |
| Staffetta 4×400 m (dettagli) | Stati Uniti Greg Nixon Bershawn Jackson Angelo Taylor LaShawn Merritt Jamaal Torrance Michael Berry | 2'59"31     | Sudafrica Shane Victor Ofentse Mogawane Willem de Beer L. J. van Zyl Oscar Pistorius | 2'59"87     | Giamaica Allodin Fothergill Jermaine Gonzales Riker Hylton Leford Green Lansford Spence | 3'00"10     |
| record mondiale; record mondiale stagionale; record africano; record asiatico; record europeo; record nord-centroamericano e caraibico; record sudamericano; record oceaniano; record dei campionati; record nazionale; record personale; record personale stagionale. | |             |                                                                                      |             |                                                                                         |             |

### Donne
| Specialità | Oro | Prestazione | Argento | Prestazione | Bronzo                                                                             | Prestazione |
| Corse piane | |             | |             |                                                                                    |             |
| 100 m (dettagli) | Carmelita Jeter                                                                                              | 10"90       | Veronica Campbell-Brown                                                                                           | 10"97       | Kelly-Ann Baptiste                                                                 | 10"98       |
| 200 m (dettagli) | Veronica Campbell-Brown                                                                                      | 22"22       | Carmelita Jeter                                                                                                   | 22"37       | Allyson Felix                                                                      | 22"42       |
| 400 m (dettagli) | Amantle Montsho                                                                                              | 49"56       | Allyson Felix | 49"59       | Francena McCorory                                                                  | 50"45       |
| 800 m (dettagli) | Caster Semenya                                                                                               | 1'56"35     | Janeth Jepkosgei                                                                                                  | 1'57"42     | Alysia Montaño                                                                     | 1'57"48     |
| 1 500 m (dettagli) | Jennifer Simpson                                                                                             | 4'05"40     | Hannah England | 4'05"68     | Natalia Rodríguez                                                                  | 4'05"87     |
| 5 000 m (dettagli) | Vivian Cheruiyot                                                                                             | 14'55"36    | Sylvia Kibet | 14'56"21    | Meseret Defar                                                                      | 14'56"94    |
| 10 000 m (dettagli) | Vivian Cheruiyot                                                                                             | 30'48"98    | Sally Kipyego | 30'50"04    | Linet Masai                                                                        | 30'53"59    |
| Corse a ostacoli | |             | |             |                                                                                    |             |
| 100 hs (dettagli) | Sally Pearson                                                                                                | 12"28       | Danielle Carruthers                                                                                               | 12"47       | Dawn Harper                                                                        | 12"47       |
| 400 hs (dettagli) | Lashinda Demus                                                                                               | 52"47       | Melaine Walker | 52"73       | Natal'ja Antjuch                                                                   | 53"85       |
| 3 000 siepi (dettagli) | Habiba Ghribi                                                                                                | 9'11"97     | Milcah Chemos Cheywa                                                                                              | 9'17"16     | Mercy Wanjiku                                                                      | 9'17"88     |
| Prove su strada | |             | |             |                                                                                    |             |
| Maratona (dettagli) | Edna Kiplagat                                                                                                | 2h28'43"    | Priscah Jeptoo | 2h29'00"    | Sharon Cherop                                                                      | 2h29'14"    |
| Marcia 20 km (dettagli) | Liu Hong | 1h30'00"    | Elisa Rigaudo | 1h30'44"    | Qieyang Shenjie                                                                    | 1h31'14"    |
| Salti | |             | |             |                                                                                    |             |
| Salto con l'asta (dettagli) | Fabiana Murer                                                                                                | 4,85 m      | Martina Strutz | 4,80 m      | Svetlana Feofanova                                                                 | 4,75 m      |
| Salto in alto (dettagli) | Anna Čičerova                                                                                                | 2,03 m      | Blanka Vlašić | 2,03 m      | Antonietta Di Martino                                                              | 2,00 m      |
| Salto in lungo (dettagli) | Brittney Reese                                                                                               | 6,82 m      | Ineta Radēviča | 6,76 m      | Anastasija Mirončyk-Ivanova                                                        | 6,74 m      |
| Salto triplo (dettagli) | Ol'ha Saladucha                                                                                              | 14,94 m     | Ol'ga Rypakova | 14,89 m     | Caterine Ibargüen                                                                  | 14,84 m     |
| Lanci | |             | |             |                                                                                    |             |
| Getto del peso (dettagli) | Valerie Adams                                                                                                | 21,24 m     | Jillian Camarena-Williams                                                                                         | 20,02 m     | Gong Lijiao                                                                        | 19,97 m     |
| Lancio del disco (dettagli) | Li Yanfeng                                                                                                   | 66,52 m     | Nadine Müller | 65,97 m     | Yarelys Barrios                                                                    | 65,73 m     |
| Lancio del martello (dettagli) | Tat'jana Lysenko                                                                                             | 77,13 m     | Betty Heidler | 76,06 m     | Zhang Wenxiu                                                                       | 75,03 m     |
| Lancio del giavellotto (dettagli) | Barbora Špotáková                                                                                            | 71,58 m     | Sunette Viljoen                                                                                                   | 68,38 m     | Christina Obergföll                                                                | 65,24 m     |
| Prove multiple | |             | |             |                                                                                    |             |
| Eptathlon (dettagli) | Jessica Ennis                                                                                                | 6 751 p.    | Jennifer Oeser | 6 572 p.    | Karolina Tymińska                                                                  | 6 544 p.    |
| Staffette | |             | |             |                                                                                    |             |
| Staffetta 4×100 m (dettagli) | Stati Uniti Bianca Knight Allyson Felix Marshevet Myers Carmelita Jeter Shalonda Solomon Alexandria Anderson | 41"56       | Giamaica Shelly-Ann Fraser Kerron Stewart Sherone Simpson Veronica Campbell-Brown Jura Levy                       | 41"70       | Ucraina Olesja Povch Natalija Pohrebnjak Marija Rjemjen Chrystyna Stuj             | 42"51       |
| Staffetta 4×400 m (dettagli) | Stati Uniti Sanya Richards-Ross Allyson Felix Jessica Beard Francena McCorory Natasha Hastings Keshia Baker  | 3'18"09     | Giamaica Rosemarie Whyte Davita Prendergast Novlene Williams-Mills Shericka Williams Shereefa Lloyd Patricia Hall | 3'18"71     | Gran Bretagna Perri Shakes-Drayton Nicola Sanders Christine Ohuruogu Lee McConnell | 3'23"63     |
| record mondiale; record mondiale stagionale; record africano; record asiatico; record europeo; record nord-centroamericano e caraibico; record sudamericano; record oceaniano; record dei campionati; record nazionale; record personale; record personale stagionale. | |             | |             |                                                                                    |             |

## Medagliere
| Posizione | Paese               | Oro | Argento | Bronzo | Totale |
| --------- | ------------------- | --- | ------- | ------ | ------ |
| 1         | Stati Uniti         | 12  | 8       | 8      | 28     |
| 2         | Kenya               | 7   | 8       | 3      | 18     |
| 3         | Giamaica            | 4   | 4       | 1      | 9      |
| 4         | Russia              | 4   | 1       | 4      | 9      |
| 5         | Germania            | 3   | 4       | 0      | 7      |
| 6         | Gran Bretagna       | 3   | 3       | 2      | 8      |
| 7         | Cina                | 2   | 2       | 3      | 7      |
| 8         | Sudafrica           | 1   | 2       | 2      | 5      |
| 9         | Australia           | 1   | 2       | 0      | 3      |
| 10        | Etiopia             | 1   | 0       | 4      | 5      |
| 11        | Colombia            | 1   | 0       | 1      | 2      |
| 11        | Polonia             | 1   | 0       | 1      | 2      |
| 11        | Ucraina             | 1   | 0       | 1      | 2      |
| 14        | Botswana            | 1   | 0       | 0      | 1      |
| 14        | Brasile             | 1   | 0       | 0      | 1      |
| 14        | Giappone            | 1   | 0       | 0      | 1      |
| 14        | Grenada             | 1   | 0       | 0      | 1      |
| 14        | Nuova Zelanda       | 1   | 0       | 0      | 1      |
| 14        | Tunisia             | 1   | 0       | 0      | 1      |
| 20        | Cuba                | 0   | 1       | 3      | 4      |
| 20        | Francia             | 0   | 1       | 3      | 4      |
| 22        | Italia              | 0   | 1       | 1      | 2      |
| 22        | Bielorussia         | 0   | 1       | 1      | 2      |
| 24        | Canada              | 0   | 1       | 0      | 1      |
| 24        | Croazia             | 0   | 1       | 0      | 1      |
| 24        | Estonia             | 0   | 1       | 0      | 1      |
| 24        | Kazakistan          | 0   | 1       | 0      | 1      |
| 24        | Lettonia            | 0   | 1       | 0      | 1      |
| 24        | Norvegia            | 0   | 1       | 0      | 1      |
| 24        | Porto Rico          | 0   | 1       | 0      | 1      |
| 24        | Rep. Ceca           | 0   | 1       | 0      | 1      |
| 24        | Sudan               | 0   | 1       | 0      | 1      |
| 24        | Ungheria            | 0   | 1       | 0      | 1      |
| 34        | Saint Kitts e Nevis | 0   | 0       | 2      | 2      |
| 35        | Bahamas             | 0   | 0       | 1      | 1      |
| 35        | Belgio              | 0   | 0       | 1      | 1      |
| 35        | Iran                | 0   | 0       | 1      | 1      |
| 35        | Slovenia            | 0   | 0       | 1      | 1      |
| 35        | Spagna              | 0   | 0       | 1      | 1      |
| 35        | Trinidad e Tobago   | 0   | 0       | 1      | 1      |
| 35        | Zimbabwe            | 0   | 0       | 1      | 1      |
| Totale    | Totale              | 47  | 47      | 47     | 141    |

## Squalifiche
Nella finale della gara dei 100 metri piani, il primatista mondiale, Usain Bolt, è stato squalificato per falsa partenza.
Nella gara dei 110 metri ostacoli, l'ordine d'arrivo originario ha visto prevalere Dayron Robles davanti a Jason Richardson e a Liu Xiang. La giustizia sportiva ha deciso successivamente di squalificare Robles alla luce del mancato rispetto dell'art. 163.2 del regolamento IAAF. Il cubano aveva, infatti, ostacolato Xiang attraverso due contatti avuti con lo stesso.